# جايسون كامبل
جايسون كامبل (بالإنجليزية: Jason Campbell)‏ (و. 1981  م) هو لاعب كرة قدم أمريكية، من الولايات المتحدة، ولد في لاوريل، يلعب كظهير ربعي.

## التعليم
تعلم في جامعة أوبرن.

## روابط خارجية
- جايسون كامبل على موقع مرجع كرة القدم المحترفة.كوم (الإنجليزية)
- جايسون كامبل على موقع كلية كرة القدم في سبورتس رفرنس.كوم (الإنجليزية)